# Sulfatasche
Sulfatasche bezeichnet sowohl ein chemisch-analytisches Verfahren als auch dessen Produkt (Substanz) und Ergebnis (Wert).
Sulfatasche ist ein gravimetrisches Verfahren, das zur Bestimmung anorganischer Bestandteile in einer organischen Probe dient. Es unterscheidet sich dadurch von anderen Veraschungen, dass vor dem Glühen Schwefelsäure zugesetzt wird. Dadurch werden evtl. vorhandene Alkalihalogenide in schwerer flüchtige Alkalisulfate umgewandelt. Dies soll verhindern, dass es neben der erwünschten Verflüchtigung der organischen Bestandteile (vgl. Asche) auch Alkalihalogenide in die Gasphase übergehen und damit nicht mehr erfasst werden.
Etwaige Abweichungen können durch Bildung von Pyrosulfaten hervorgerufen werden. Diese Problematik wird nach dem Europäischen Arzneibuch durch den Zusatz von Ammoniumcarbonat verhindert, das Pyrosulfate wieder zu Sulfaten umwandelt.
Da die zugrunde liegenden chemischen Vorgänge komplex und uneinheitlich sind, muss bei der Analyse nach einem genau festgelegten Verfahren vorgegangen werden (Konventionsmethode). Solche Methoden zur Prüfung von Schmierölen und Schmierfetten sind z. B. in der DIN 51 575 (November 1984) und DIN 51 803 (März 1982) detailliert beschrieben.